# 열두제곱근 2
열두제곱근 2, {\displaystyle {\sqrt[{12}]{2}}}는 열두제곱하여 2가 되는 양의 실수로, 대수적 무리수이다. 음악 이론에서 중요한 수로, 12평균율에서 반음 사이의 진동수 비에 해당한다.

## 값
약 1.0594630943592952645로  18⁄17 ≈ 1.0588와 비슷하다.
반올림하여 소수점 아래 50번째 자리까지 나타낸 값은 다음과 같다.
1.05946 30943 59295 26456 18252 94946 34170 07792 04317 49419

## 평균율
음정은 진동수의 비로, 평균율에서는 한 옥타브를 12로 등분해서 사용한다.
가온다 위의 가(A) 음의 진동수를 440 Hz로 해서 각 음의 음높이는 다음과 같이 나뉜다.
| 음이름 | 진동수 Hz | 배율   | 계수 (6째 자리까지) |
| ------ | --------- | ------ | ------------------- |
| A      | 440.00    | 20⁄12  | 1.000000            |
| A♯/B♭  | 466.16    | 21⁄12  | 1.059463            |
| B      | 493.88    | 2⁄12   | 1.122462            |
| C      | 523.25    | 23⁄12  | 1.189207            |
| C♯/D♭  | 554.37    | 24⁄12  | 1.259921            |
| D      | 587.33    | 25⁄12  | 1.334839            |
| D♯/E♭  | 622.25    | 26⁄12  | 1.414213            |
| E      | 659.26    | 27⁄12  | 1.498307            |
| F      | 698.46    | 28⁄12  | 1.587401            |
| F♯/G♭  | 739.99    | 29⁄12  | 1.681792            |
| G      | 783.99    | 210⁄12 | 1.781797            |
| G♯/A♭  | 830.61    | 211⁄12 | 1.887748            |
| A      | 880.00    | 212⁄12 | 2.000000            |

한 옥타브 높은 가(A)음은 880 Hz로 원래의 가 음 주파수인 440 Hz의 두배가 된다.

## 같이 보기
- 프렛
- 순정률
- 12음주의